# Brooklyńska Rada Żydów
Brooklyńska Rada Żydów – singel w wykonaniu zespołu Kult. Nagrany w Słabym Studio S.P.
Główną linię melodyczną wymyślił na próbie „Banan” (Krzysztof Banasik), a ponieważ wydała się ona Kazikowi „semicka”, to napisał do niej satyryczny tekst. W 2001 piosenka ukazała się na pierwszym singlu promującym płytę Salon Recreativo.
Generalnie podejmowanie tematów żydowskich w Polsce jest odbierane jako atak, szykanowanie. Pojawiały się pytania ewidentnej natury, sugerujące, że jest to piosenka antysemicka. Nie mieliśmy jednak oczywiście takiego zamiaru – mówił Kazik w wywiadzie dla magazynu Teraz Rock.
MTV Polska odmówiło emisji teledysku bez podania przyczyn, a recenzent Machiny uznał Salon Recreativo za najgorszy album Kultu, przyznając mu 2 gwiazdki.
Od początku miała to być żartobliwa piosenka opowiadająca o tym, jak stare pokolenie żydowskie zżyma się na szybko postępującą ateizację młodych – mówi Kazik.

## Lista utworów
1. „Brooklyńska Rada Żydów”
2. „Brooklyńska Rada Żydów” (wersja II Banana... i Słabek)
3. „Brooklyńska Rada Żydów” (wersja III Banana)
4. „Brooklyńska Rada Żydów” (wersja Janka)
5. „Brooklyńska Rada Żydów” (wersja Kazika)
6. „Brooklyńska Rada Żydów” (wersja telewizyjna)”
7. „Po co wolność”
8. „Krew Boga”
9. „Polska”
10. „Generał Ferreira / Rząd oficjalny”

## Twórcy
- Kazik Staszewski
- Słabek Janowski
- Janusz Grudziński
- Jacek Gawłowski – mastering
- Krzysztof Banasik – mastering